# Проповедь святого Иоанна Крестителя
«Проповедь святого Иоанна Крестителя» (нидерл. De prediking van Johannes de Doper) — картина, написанная в 1566 году нидерландским художником Питером Брейгелем Старшим. Название картины отсылает к сцене из Евангелий от Матфея и Луки. Хранится в Музее изобразительных искусств в Будапеште.

## Описание
На картине изображено собрание на поляне в лесу. В верхней правой половине картины лес отступает, открывая вид на реку, замок и горы. Художник и зритель стоят позади на возвышении и поначалу видят лишь пёструю толпу. Говорящий изображён относительно маленьким и одет в неприметную коричневую рясу. В его аудитории присутствуют люди, приехавшие издалека, например, осман в тюрбане в левом углу картины. В центре на переднем плане сидят китаец и монгол — последний читает по руке местного жителя. Эти трое, похоже, не заинтересованы в проповеди и связаны только друг с другом. С права на переднем плане двое мужчин обсуждают проповедь. Некоторые забрались на деревья — в правом верхнем углу и за фигурой Иоанна. Многие из присутствующих одеты в изысканные платья. С права видны два монаха, которые обмениваются неодобрительными взглядами. Греческая буква тау на одежде того, что слева, показывает, что он — антонианец. Рядом с монахами стоит солдат с мечом на поясе, держащий руки за спиной. Ещё два монаха стоят в толпе, они слушают, опустив глаза.

## Интерпретация
На картине изображена проповедь Иоанна Крестителя, который указывает на своего последователя Иисуса. Последний стоит в стороне справа от него. Фигура Иисуса изображена меньше фигуры Иоанна, но она подчеркнута одеждой светлого цвета. Послание Иоанна относится ко всем классам, как к богатым, так и к бедным, и услышано во всем мире, как ясно показывают экзотические персонажи. Художник перенёс библейское событие, которое происходит в пустыне, в знакомый ему пейзаж. Брейгель уже действовал подобным образом в «Обращении Савла» или «Избиении младенцев». Аудитория в большинстве своём внимательна или, по крайней мере, заинтересована, но не набожна, а некоторым, как группе из трёх человек на переднем плане, вообще нет дела до оратора. Это следует понимать как образное выражение поиска человеком веры.
Человек в чёрной одежде, которому гадают по руке, по мнению Марийниссена, возможно портрет конкретного человека, но ни одна из гипотез о его личности не была признана достоверной. Интересно, что на некоторых более поздних копиях этот персонаж отсутствует. Возможно, после смерти Брейгеля, он был обличён как протестант. Но тогда возникает вопрос, какой покровитель позволил бы изобразить себя в такой ситуации, зная, что гадание и хиромантия не были разрешены церковью и строго осуждались Кальвином? Тем не менее о создании картины и ранней истории владения ничего не известно. После описи коллекции инфанты Изабеллы картина впервые появляется на венгерской выставке 1896 года, которая состоялась после того, как «Проповедь» была «обнаружена» в старом замке семьи Баттьяни в Неметуйваре. Поскольку в каталоге она отсутствует, документально подтверждённая история полотна начинается в 1905 году с публикации Ромдаля.
Политические интерпретации характерны для работ Брейгеля. Существует предположение, что картина могла быть вдохновлена так называемыми «Hagenpreek» или запрещенными собраниями кальвинистов, которые проходили под открытым небом за пределами городов. Брейгель мог присутствовать на одном из собраний около Брабанта, в рамках подготовки к написанию картины. Цитата одного из современников гласит: «…там можно было увидеть прежде всего простых людей, людей ведущих непристойный образ жизни… но, по правде говоря, там можно было увидеть и людей, которые пользовались хорошей репутацией и вели безупречную жизнь. Невозможно представить, что эти люди ходили на проповеди». Картина датируется 1566 годом, в котором католические церкви подверглись нападениям кальвинистов.
Одним из аргументов против такой интерпретации является то, что картина позже находилась в коллекции дочери Филиппа II инфанты Изабеллы, штатгальтера Южных Нидерландов с 1599 года. Более того, во время Контрреформации было сделано множество копий его сыновьями Питером и Яном.

## Исторический контекст
Филипп II, сын императора Карла V, перенёс свою резиденцию из Брюсселя в Кастилию летом 1559 года после победы в войне против Франции, что было воспринято в Нидерландах как понижение в должности. В конце концов, он назначил свою сводную сестру Маргариту Пармскую, уроженку Фландрии, штатгальтером семнадцати провинций. Отдельные провинции, обладавшие относительно большой автономией, в свою очередь, получили в качестве штатгальтеров своих собственных местных лидеров.
Вскоре, однако, разгорелись споры по поводу реорганизации епископств и законов о ереси против протестантов, которые всё ещё оставались со времён правления Карла V. Из стратегических соображений дворянство предпочитало радикальный кальвинизм, а его приверженцы требовали божественного государства. Пик борьбы с идолопоклонством пришёлся на август 1566 года, когда более четырёхсот церквей подверглись вандализму. В ответ Филипп II сместил свою сводную сестру и назначил новым штатгальтером Альвареса де Толедо (герцога Альбы). Вначале последнему удалось подавить восстание, но (помимо прочего) введение высоких налогов вновь вызвало волнения, которые в итоге привели к разделению страны на католический юг (Бельгия) и протестантский север (современные Нидерланды).